# Batrachuperus daochengensis
Batrachuperus daochengensis — вид хвостатих земноводних родини кутозубих тритонів. Описаний у 2020 році.

## Назва
Видова назва daochengensis вказує на повіт Даочен, де знаходиться типове місцезнаходження виду.

## Поширення
Ендемік Китаю. Поширений в центральних та південних частинах гір Шалулішань (у східній частині Сино-Тибетських гір). Мешкає у невеликих холодних гірських потоках на висоті 4000 — 4 100 м над рівнем моря.